# Лук'янов Олексій Миронович
Олексій Миронович Лук'янов (15 березня 1910, с. Красні Ключі, нині Похвистневський район, Самарська область, РФ. — 24 лютого 1991, м. Москва, РФ) — ерзянський поет, прозаїк, журналіст. Автор першого ерзянського роману у віршах «Кінель» (1933). Редактор жур. «Сятко» (Іскра). Один з лідерів московського гуртка ерзянської інтелігенції.

## Біографія
Нар. в родині ерзянського фермера Мирона Лук'янова. Рідне село — центр ерзянського національного руху в Самарській губернії. Після навчання у семирічній школі, Бугурусланському профтехучилищі — студент робітничого факультету Центрвидаву (1925, м. Москва). Складач у друкарні Центрвидаву народів СРСР. Літ. працівник ерзянської газети «Якстере теште» (Червона зірка, м. Москва), де друкуються його корепсонденції. У цій же газеті вперше надруковані ерзянські вірші Л. (1926). У цей же час вичться на заочному відділенні філологічного ф-ту Московського держ. університету. Згодом разом з редакцією газети «Якстере теште» переїхав до новоутвореної Мордовської національної області (м. Саранськ, згодом — Мордовська АРСР).
Працював заступника редактора газета «Эрзянь Коммуна», редактором журналу «Сятко» (Іскра). Видав першу поетичну збірку «Зорясь лазовсь» (Зоря зайнялася, 1931).
1935 — емігрує назад, до Москви, що, ймовірно, врятувало його від долі інших ерзянських літераторів, убитих органами крайового мордовського НКВД СРСР. У Москві — редактор ерзянської секції організації Учпедгіз.
1941 — відправлений на сталінський фронт. Учасник Другої Світової війни.

## Творчість
Перші поетичні твори Л. характерні наслідуванням народної поетики ерзян, їх музично-мовленнєвого ладу («Сиянь лей» — Срібна ріка, 1927; «Опаня чокшне» — Тихий вечір, 1927). На поч. 1930-их у ліриці вже домінує комуністична тематика, з'являється характерна для того часу плакатність. Такими є збірки «Минь изнятано» (Ми переможемо, 1932), «Икелев» (Вперед, 1933). Певним орієнтиром творчості Л. стає російський поет В. Маяковський, також А. Бєзіменскій. Книжки цього ж періоду: «Кочказь сёрмадовкст» (Вибрані твори, 1933), «Арсемат» (Думи, 1935). До останньої збірки увійшла перша поема Л. «Кулеметник Прока», повість «Ася».
Автор першого ерзянського роману у віршах «Кінель» (1933). У творі відображено участь азійських громад ерзян у Першій світовій війні, а також драматичну долю фіно-угорських народів західної Азії під час численних воєнних кампаній Білих і Червоних армій.
Після еміграції до Москви (1933), темпи творчої роботи сповільнюються. 1948 починає знову активно видаватися, зокрема збірка «Вечкевикс мастор» — Коханий край. У ній зібрано «шухлядні» вірші Л. воєнного та повоєнного часу. Цього ж року закінчує поему «Ава-героїня» (Мати-героїня), в якій через оспівується жінка, що виховала у часи Другої Світової війни 10-ро дітей.
У 1950-их звертається до прози. Роман «Валдо ки» (Світла путь, у 2-х кн., 1955-58) дає взірці життя післявоєнного ерзянського села. На цю ж тему оповідання 1960-их: «Чахра» (1962), «Вейкине» (Єдина, 1962), «Колмо ялгат» (Три товариші, 1962), нариси «Мокшалейсэ» (У Мокшалеї, 1963), «Васенце борозда» (Перша рілля, 1965), повість «Полковник» (1961).
Окремі твори перекладено російською мовою. Значну увагу творчості Л. приділяла ерзянська критика другої половини ХХ ст.
Помер у віці 80 років у Москві.

## Твори
Светлый путь: Роман / Пер. В. Уварова. — Саранск, 1956. — Кн. 1; Тихий вечер: Стихи / Пер. Д. Семёновского // Антология мордовской поэзии. — Саранск, 1987; Арсемат. Морот. — Саранск, 1935.